# Siverko
Siverko (en russe : Сиверко) est un tableau du peintre russe Ilya Ostroukhov (1858—1929), réalisé en 1890. Il fait partie de la collection particulière de la Galerie Tretiakov (numéro d'inventaire : 1469). Ses dimensions sont de 85 sur 119 centimètres.

## Descriptif
Le nom Siverko désigne un vent froid du nord. Le tableau représente le coude d'une rivière profonde, un jour sombre d'été. À l'horizon, le ciel est rempli de nuages de pluie . Une des berges est plate tandis que l'autre est escarpée. Dans le fond de la toile on aperçoit une bande verte de forêt dense. Sous les rafales de vent froid, la rivière se couvre de vaguelettes.

## Histoire
La tableau Siverko est présenté à la 19e exposition des peintres Ambulants, qui s'ouvre à Saint-Pétersbourg en 1891. Dès l'année 1890 le tableau est acheté à son auteur par Pavel Tretiakov.
Il existe deux études connues pour cette toile, réalisée en 1890 également, dont l'une se trouve dans une collection privée. L'emplacement de l'autre n'est pas connu. Parmi les autres études sur des thèmes proches, on peut citer Rive escarpée au Musée national des beaux-arts de Biélorussie, et Jour sombre au Musée de Poltava en Ukraine.

## Critiques
Alexandre Benois décrit ainsi cette toile dans son Histoire de la peinture russe du XIX s.:
« En 1891 <…> Ostroukhov expose sa plus belle œuvre Siverko, une image étonnante de vérité et de modestie de la nature russe. Bien qu'il ne soit pas un artiste virtuose, et que sa peinture soit un peu sévère, cette toile peut être considérée comme un vrai bijou dans la peinture russe… »
En 1910, Igor Grabar écrit à propos du tableau:
« Il y a dans cette toile un sérieux remarquable, une signification qui ne permet pas que le tableau vieillisse et lui conserve toute sa vivacité, une clarté de pensée et une fraîcheur des sentiments, malgré toutes les nouvelles techniques de tous les modernistes. Siverko est plus significatif que les tableaux de Levitan, même si pareille affirmation peut sembler paradoxale. »